# Penisola di Rudanovskij
La penisola di Rudanovskij (in russo полуостров Рудановского) si trova in Russia, nelle acque del mar del Giappone, e appartiene all'Ol'ginskij rajon, nel Territorio del Litorale (Circondario federale dell'Estremo Oriente).

## Geografia
La penisola si trova al centro della baia di Vladimir, sul lato occidentale, e separa le baie  Zapadnaja e Južnaja (letteralmente: del centro e del sud). L'ingresso alla baia di Vladimir è delimitato rispettivamente dalle penisole di Baljuzek e Vatovskij. Il suo rilievo è prevalentemente collinare, la costa sul promontorio è ripida e rocciosa. 

## Storia
La penisola fu raggiunta per la prima volta nel 1857 dalla corvetta a vapore America sotto il comando di Nikolaj Matveevič Čichačëv e ha preso il nome da un membro dell'equipaggio, il luogotenente Nikolaj Vasil'evič Rudanovskij (Николай Васильевич Рудановский)